# Термал (Каліфорнія)
Термал (англ. Thermal) — переписна місцевість (CDP) в США, в окрузі Ріверсайд штату Каліфорнія. Населення — 2676 осіб (2020).

## Географія
Термал розташований за координатами 33°37′35″ пн. ш. 116°7′51″ зх. д. / 33.62639° пн. ш. 116.13083° зх. д. (33.626371, -116.130909).  За даними Бюро перепису населення США в 2010 році переписна місцевість мала площу 24,48 км², уся площа — суходіл.

### Клімат
| Клімат : Термал                   | Клімат : Термал | Клімат : Термал | Клімат : Термал | Клімат : Термал | Клімат : Термал | Клімат : Термал | Клімат : Термал | Клімат : Термал | Клімат : Термал | Клімат : Термал | Клімат : Термал | Клімат : Термал | Клімат : Термал |
| Показник                          | Січ.            | Лют.            | Бер.            | Квіт.           | Трав.           | Черв.           | Лип.            | Серп.           | Вер.            | Жовт.           | Лист.           | Груд.           | Рік             |
| Абсолютний максимум, °C           | 36,1            | 37,8            | 40,0            | 43,3            | 49,4            | 50,6            | 51,7            | 49,4            | 50,0            | 46,1            | 38,3            | 35,6            | 51,7            |
| Середній максимум, °C             | 22,2            | 24,1            | 27,4            | 30,8            | 35,4            | 39,5            | 41,8            | 41,4            | 38,9            | 33,3            | 26,4            | 21,7            | 31,9            |
| Середній мінімум, °C              | 7,0             | 8,9             | 12,7            | 15,9            | 19,8            | 23,4            | 26,8            | 26,8            | 23,3            | 17,6            | 11,0            | 6,8             | 16,7            |
| Абсолютний мінімум, °C            | −10,6           | −6,7            | −3,9            | 0,6             | 3,3             | 7,2             | 15,0            | 13,3            | 7,8             | −0,6            | −5              | −8,3            | −10,6           |
| Норма опадів, мм                  | 14              | 16              | 11              | 1               | 2               | 0               | 1               | 14              | 1               | 7               | 5               | 16              | 87              |
| --------------------------------- | --------------- | --------------- | --------------- | --------------- | --------------- | --------------- | --------------- | --------------- | --------------- | --------------- | --------------- | --------------- | --------------- |
| Джерело: NOAA (normals 1981–2010) |                 |                 |                 |                 |                 |                 |                 |                 |                 |                 |                 |                 |                 |

## Демографія
Згідно з переписом 2010 року, у переписній місцевості мешкало 2865 осіб у 684 домогосподарствах у складі 610 родин. Густота населення становила 117 осіб/км².  Було 761 помешкання (31/км²).
Расовий склад населення:
| - 36,1 % — білих - 1,1 % — азіатів - 1,0 % — корінних американців - 1,0 % — чорних або афроамериканців - 58,8 % — осіб інших рас |

До двох чи більше рас належало 1,9 %. Частка іспаномовних становила 95,3 % від усіх жителів.
За віковим діапазоном населення розподілялося таким чином: 37,3 % — особи молодші 18 років, 55,9 % — особи у віці 18—64 років, 6,8 % — особи у віці 65 років та старші. Медіана віку мешканця становила 25,9 року. На 100 осіб жіночої статі у переписній місцевості припадало 111,6 чоловіків;  на 100 жінок у віці від 18 років та старших — 109,5 чоловіків також старших 18 років.
Середній дохід на одне домашнє господарство  становив 41 856 доларів США (медіана — 25 643), а середній дохід на одну сім'ю — 40 900 доларів (медіана — 22 875). Медіана доходів становила 17 270 доларів для чоловіків та 21 848 доларів для жінок. За межею бідності перебувало 38,3 % осіб, у тому числі 43,3 % дітей у віці до 18 років та 11,3 % осіб у віці 65 років та старших.
Цивільне працевлаштоване населення становило 1133 особи. Основні галузі зайнятості: мистецтво, розваги та відпочинок — 22,9 %, сільське господарство, лісництво, риболовля — 21,9 %, освіта, охорона здоров'я та соціальна допомога — 17,4 %.